# Areca ridleyana
Areca ridleyana là loài thực vật có hoa thuộc họ Arecaceae. Loài này được Becc. ex Furtado mô tả khoa học đầu tiên năm 1933.